# Podilsk
Podilsk (tiếng Ukraina: Подільськ) là một thành phố của Ukraina. Thành phố này thuộc tỉnh Odessa. Thành phố này có diện tích ? km2, dân số theo điều tra dân số năm 2001 là 40718 người.